# Moravská církevní provincie

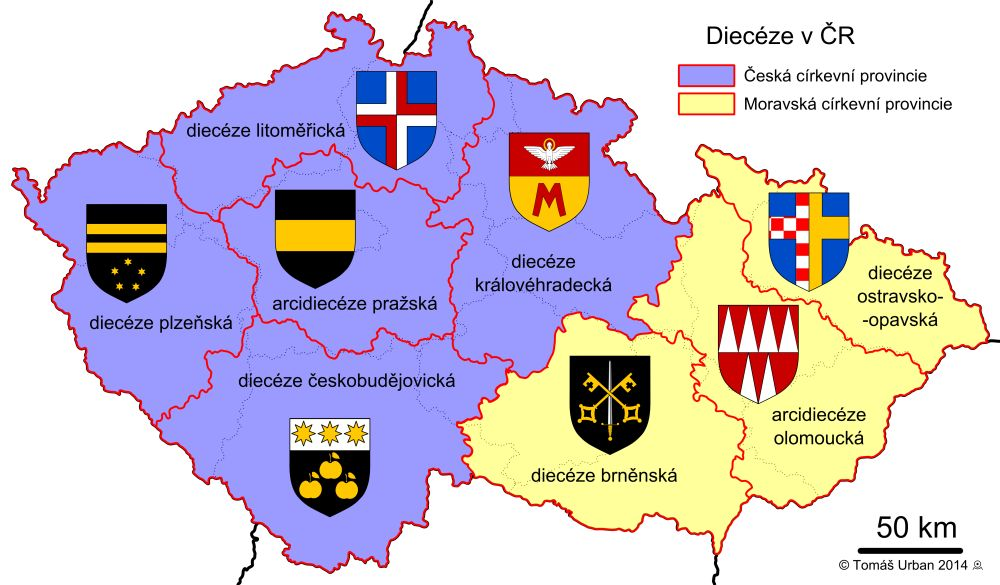
Česká církevní provincie (modře) a moravská církevní provincie (žlutě)

Moravská církevní provincie je jedna ze dvou církevních provincií římskokatolické církve na území České republiky, druhou z nich je česká církevní provincie. V čele provincie stojí metropolita moravský, kterým je arcibiskup olomoucký.
Území provincie, zahrnující především Moravu a České Slezsko a okrajově zasahující i do Čech, se člení na tyto diecéze:
- arcidiecéze olomoucká, biskupství obnoveno roku 1063 s možnou návazností na moravsko-panonskou církevní provincii (zmínky o olomouckých biskupech před tímto datem), tedy na arcibiskupský stolec svatého Metoděje, existující v letech 880–885. Na arcidiecézi bylo povýšeno roku 1777.
- diecéze brněnská, založena roku 1777
- diecéze ostravsko-opavská, vytvořena v květnu 1996 vyčleněním z olomoucké arcidiecéze

## Územní vymezení
Území provincie je dáno výčtem diecézí. Do moravské církevní provincie patří ty diecéze v České republice, které převážnou částí spadají do historických zemí Moravy a Slezska. Hranice české a moravské církevní provincie se poněkud odchylují od historických zemských hranic.
V roce 1977 byla po dlouhých jednáních převedena z polských diecézí do moravské církevní provincie některá slezská území, která v roce 1918 zůstala v Československu (Těšínsko a Jesenicko), a naopak z moravské provincie jiná území pod polské diecéze (Ratibořsko). Severní hranice tehdejší olomoucké arcidiecéze tak byla upravena podle hranic státních.